# 哈利恰尼 (利沃夫區)
49°48′27″N 23°36′1″E / 49.80750°N 23.60028°E
哈利恰尼（烏克蘭語：Галичани），是烏克蘭西部的村莊，隸屬利維夫州的利維夫區。該村始建於1473年，面積1.19平方公里，海拔高度282米，2001年人口776，人口密度每平方公里654.85人。